# Zenó d'Èlea
  Zenó d'Èlea  (grec antic: Ζήνων ὁ Ἐλεάτης)  (Vèlia, c. 490 aC - Vèlia, c. 425 aC), fill de Teleutàgores, fou un filòsof presocràtic grec membre de l'escola d'Èlea fundada per Parmènides, originari de la ciutat d'Èlea, empori comercial grec situat a la Magna Grècia, a l'actual regió de Campània, Itàlia. Fou deixeble de Parmènides i potser conegut de Melissos; va conèixer Sòcrates, que era molt més jove. Va residir a Atenes força temps. Va lluitar contra el tirà que governava Èlea però no se sap si el va veure enderrocat o si va morir intentant enderrocar-lo. El nom del tirà és indicat de manera diferent segons les fonts.

## Biografia
Com succeeix amb la majoria dels filòsofs presocràtics, la vida de Zenó roman en gran part desconeguda. Les fonts que brinden llum sobre aquest tema són el diàleg Parmènides de Plató i l'obra Vida dels filòsofs il·lustres de l'historiador i filòsof antic Diògenes Laerci.
En el Diàleg de Plató, es diu que Zenó té prop de 40 anys i que Parmènides frega els 65 en el moment en què tots dos es troben amb un Sòcrates "molt jove", dada que ens pot servir per situar el seu naixement voltant de l'any 480 o 490 aC. Plató el descriu com "alt i bell a la mirada", així com estimat pel seu mestre.
Diògenes Laerci indica que va ser fill natural d'un home anomenat Teleutàgores, però que Parmènides el va adoptar. Laerci subratlla així mateix la seva destresa a l'hora d'analitzar els dos costats de cada qüestió o dilema, capacitat que li va fer rebre el títol d'"inventor de la dialèctica" de la mà d'Aristòtil.
Com el seu mestre, va tenir probablement una gran activitat política: el mateix Laerci afirma que Zenó donava suport al derrocament del tirà elèata que governava, sota perill de mort:
| «                                                           | Havent dut a terme l'enderrocament del tirà Nearc (altres diuen Diomedó), ell va ser arrestat (...) Interrogat sobre els seus còmplices i sobre les armes que ell havia lliurat en Lipara, cita els noms de tots els amics del tirà, amb la intenció d'ocultar als propis. Llavors, sota la promesa de revelacions confidencials sobre certes persones, va mossegar cruelment al tirà en l'orella i no el deixà anar fins que quedà ferit de mort (...) Al final, es va tallar la llengua amb les seves pròpies dents i la hi va escopir a la cara. | » |
| — Diògenes Laerci, Vida dels filòsofs il·lustres, IX, 26-27 | |   |

Laerci no concreta la identitat del tirà, car indica que podria tractar-se tant de Nearc d'Èlea com de Diomedó, donant a més dos finals possibles a la història: en un el tirà és finalment lapidat pel poble que es rebel·la i en un altre és Zenó qui resulta executat. Tertul·lià informa diversos segles més tard sobre la mort de Zenó:
| «                              | Zenó d'Èlea, a qui Dionís va preguntar en què consisteix la superioritat de la filosofia, va respondre: "En el menyspreu de la mort!" i a mans del tirà manté, impasiu, el seu propòsit fins a la mort. | » |
| — Tertul·lià, Apologeticum, 50 | |   |

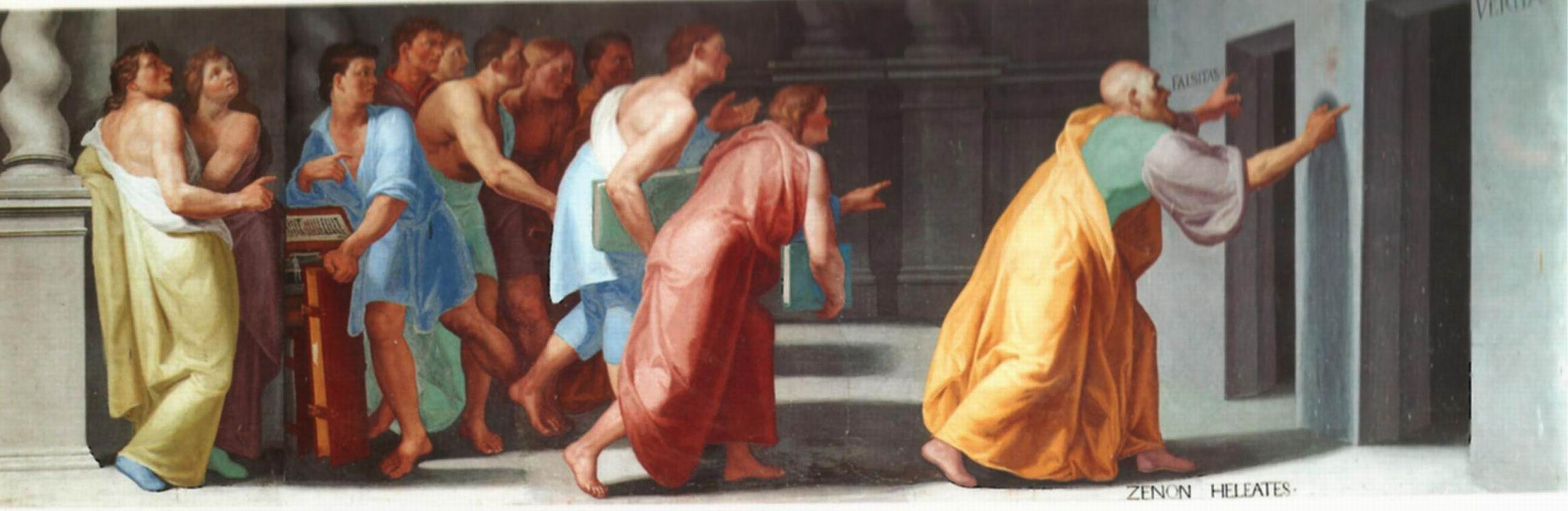
Zenó mostra als joves les portes a la veritat i a la falsedat (Veritas et Falsitas). Fresc de Pellegrino Tibaldi a la Biblioteca d'El Escorial, Madrid (finals del segle XVI).

En el passatge Tertul·lià s'equivoca de tirà, ja que és impossible que Zenó, filòsof nascut al segle V aC fos torturat per Dionís, tirà de Siracusa un segle més tard.
Les obres de Zenó s'han perdut. Plató escriu que durant la seva joventut ja havia escrit per defensar les teories del seu mestre, car aquests documents van ser portats a Atenes amb motiu de la visita a Parmènides; però van ser robats i publicats posteriorment sense el seu consentiment.
Com és habitual en l'àmbit presocràtic, la major i gairebé única font de la qual podem extreure informació sobre la seva obra i pensament és la cita d'autors posteriors, en particular del mateix Aristòtil.

## Pensament
Va passar a la història per les seves apories, que es presentaven com a conseqüències de la concepció parmènica de l'ésser. Els arguments de Zenó en defensa del seu mestre se centren en el problema de la pluralitat i en el moviment. També feu apories en defensa de la hipòtesi de la unitat de l'ésser (és a dir, en contra de la pluralitat de l'ésser), però no s'ha conservat cap dels arguments d'aquesta segona classe. L'aporia es basa en la presentació d'una paradoxa.
- Pel que fa al problema de la pluralitat i la percepció sensible, hi ha força testimonis dels seus plantejaments. En aquest cas destaca l'exemple de la faneca de blat.
- Pel que fa al moviment, destaca l'aporia d'Aquil·les i la tortuga o la de la fletxa.

Les seves apories estan dissenyades sota els següents eixos argumentatius:
1. Contra la pluralitat com a estructura del real.
2. Contra la validesa de l'espai.
3. Contra la realitat del moviment.
4. Contra la realitat de l'esdevenir del temps.

El ressò d'aquestes apories ha durat fins a la nostra època, que sens dubte ha motivat la matemàtica i la física, a més de plantejar les oposicions entre sensació, experiència i raó. Aplicant aquest esquema se li ha considerat el primer a utilitzar la demostració anomenada ad absurdum (reducció a l'absurd), que pren per hipòtesi el contrari al que es considera cert (en el cas, les afirmacions de l'adversari) i mostra les incongruències que es deriven d'una consideració d'això com veritat, obligant a l'interlocutor a rebutjar les premisses i acceptar les tesis oposades, que eren les que es volien demostrar al principi. Aquest procediment el porta a terme mitjançant les seves apories.

### Pensament infinitesimal
Els raonaments de Zenó constitueixen el testimoni més antic que es conserva del pensament infinitesimal desenvolupat molts segles després en l'aplicació del càlcul infinitesimal que naixerà de la mà de Leibniz i Isaac Newton el 1666. No obstant això, Zenó era aliè a tota possible matematització, presentant una conceptualització de tal estil com un instrument necessari per poder formular les seves paradoxes.

### Moviment i temps
Els arguments de Zenó contra el moviment contrasten els fenòmens reals dels esdeveniments i l'experiència amb la manera com es descriuen i els perceben. La redacció exacta d'aquests arguments s'ha perdut, però les descripcions d'ells sobreviuen gràcies a Aristòtil a la seva Física. Aristòtil va identificar quatre paradoxes del moviment com les més importants. Cada paradoxa té diversos noms amb els quals es coneix.
- La dicotomia, l'hipòdrom o l'estadi [10] argumenta que no es pot recórrer cap distància. Per travessar una certa distància, primer s'ha de recórrer la meitat d'aquesta distància, i per recórrer aquesta distància, primer s'ha de recórrer la meitat d'aquesta distància, i així successivament. Això sembla que fa impossible creuar qualsevol distància, ja que es requereix un nombre infinit d'actes per fer-ho.[8] L'argument sosté que qualsevol aparença de moviment és simplement una il·lusió.[11] Es desconeix si Zenó pretenia que fos impossible començar o acabar travessant una certa distància.[12]

- Aquil·les i la tortuga, o simplement Aquil·les,[10] argumenta que un corredor ràpid com Aquil·les mai no pot arribar a un corredor lent, com una tortuga. Cada vegada que Aquil·les va a on estava la tortuga, la tortuga s'haurà avançat, i quan Aquil·les arribi al següent punt, llavors la tortuga s'haurà avançat de nou, i així successivament. Això fa semblar que Aquil·les no pot arribar mai a la tortuga.[13] La dicotomia i Aquil·les són dues variacions del mateix argument, i efectivament arriben a les mateixes conclusions.[9]

- La fletxa voladora, o simplement la fletxa,[10] argumenta que tots els objectes han d'estar immòbils a l'espai. Si una fletxa està a l'aire, està estacionària en un instant donat ocupant una àrea específica de l'espai.[13]

- Les files en moviment, també anomenades de vegades l'estadi,[10] argumenten que els períodes de temps es poden reduir a la meitat i duplicar simultàniament. Descriu una fila d'objectes que passen al costat d'altres files d'objectes en un estadi. Si una de les files oposades està estacionària i l'altra es mou, trigarà un temps diferent a passar-les.[14]

## Llegat

### Antiguitat
La influència més gran de Zenó va estar dins del pensament de l'escola eleàtica, ja que els seus arguments es basaven en les idees de Parmènides, encara que les seves paradoxes també interessaven als matemàtics grecs antics. Zenó és considerat com el primer filòsof que va tractar de relats testimoniables de l'infinit matemàtic. Zenó va ser succeït pels atomistes grecs, que van argumentar en contra de la divisió infinita dels objectes proposant un punt d'aturada final: l'àtom. Encara que Epicur no nomena Zenó directament, intenta refutar alguns dels arguments de Zenó.
Zenó va aparèixer al diàleg de Plató Parmènides, i les seves paradoxes s'esmenten a Fedó. Aristòtil també va escriure sobre les paradoxes de Zenó. Plató va menysprear l'enfocament de Zenó de fer arguments a través de contradiccions. Creia que fins i tot el mateix Zeno no es prenia seriosament els arguments. Aristòtil no estava d'acord, creient que eren dignes de consideració. Va desafiar la paradoxa dicotomia de Zenó a través de la seva concepció de l'infinit, argumentant que hi ha dos infinits: un infinit real que té lloc alhora i un infinit potencial que s'estén al llarg del temps. Va sostenir que Zeno va intentar demostrar infinits reals utilitzant infinits potencials. També va desafiar la paradoxa de Zeno de l'estadi, observant que és fal·laç suposar que un objecte estacionari i un objecte en moviment requereixen la mateixa quantitat de temps per passar. La paradoxa d'Aquil·les i la tortuga pot haver influït en la creença d'Aristòtil que l'infinit real no pot existir, ja que aquesta inexistència presenta una solució als arguments de Zenó.

### Època moderna
Les paradoxes de Zenó encara es discuteixen i segueixen sent un dels exemples arquetípics d'arguments per desafiar les percepcions comuns. Les paradoxes van veure una renovada atenció en la filosofia del segle xix que ha perdurat fins a l'actualitat. La filosofia de Zenó mostra un contrast entre el que es coneix lògicament i el que s'observa amb els sentits amb l'objectiu de demostrar que el món és una il·lusió; aquesta pràctica va ser adoptada posteriorment per les escoles filosòfiques modernes de pensament, l'empirisme i el postestructuralisme. Bertrand Russell va elogiar les paradoxes de Zeno, acreditant-les per permetre el treball del matemàtic Karl Weierstrass.
Els fenòmens científics han rebut el nom de Zenó. L'obstacle d'un sistema quàntic en observar-lo se sol anomenar efecte Zeno quàntic, ja que recorda fortament la paradoxa de la fletxa de Zeno. En el camp de la verificació i el disseny de sistemes temporitzats i híbrids, el comportament del sistema s'anomena Zeno si inclou un nombre infinit de passos discrets en un temps finit.
Els arguments de Zenó contra la pluralitat han estat desafiats per la teoria atòmica moderna. En lloc de que la pluralitat requereixi una quantitat finita i infinita d'objectes, la teoria atòmica mostra que els objectes estan fets a partir d'un nombre específic d’àtoms que formen elements específics. De la mateixa manera, els arguments de Zenó contra el moviment han estat desafiats per les matemàtiques i la física modernes. Els matemàtics i filòsofs van continuar estudiant els infinitesimals fins que es van entendre millor mitjançant el càlcul i la teoria dels límits. Les idees relacionades amb els arguments de la pluralitat de Zenó es veuen afectades de manera similar per la teoria de conjunts i els nombres transfinits. La física moderna encara ha de determinar si l'espai i el temps es poden representar en un continu matemàtic o si està format per unitats discretes.
L'argument de Zenó sobre Aquil·les i la tortuga es pot abordar matemàticament, ja que la distància està definida per un nombre específic. El seu argument de la fletxa voladora ha estat desafiat per la física moderna, que permet que els instants més petits de temps encara tinguin una durada minúscula diferent de zero. Altres idees matemàtiques, com ara la teoria interna de conjunts i l'anàlisi no estàndard, també poden resoldre les paradoxes de Zenó. Tanmateix, no hi ha un acord definitiu sobre si s'han trobat solucions als arguments de Zenó.

## Obres
Obres seves foren:
- σύγγραμμα = L'escriptura (l'única coneguda)
- ἔριδες = Discussions
- πρὸς τοὺς φυσικούς = Als recursos naturals
- περὶ φύσεως = Sobre la naturalesa
- ἐξήγησις τῶν τοῦ Ἐμπεδοκλέους = L'explicació d'Empèdocles

## Galeria

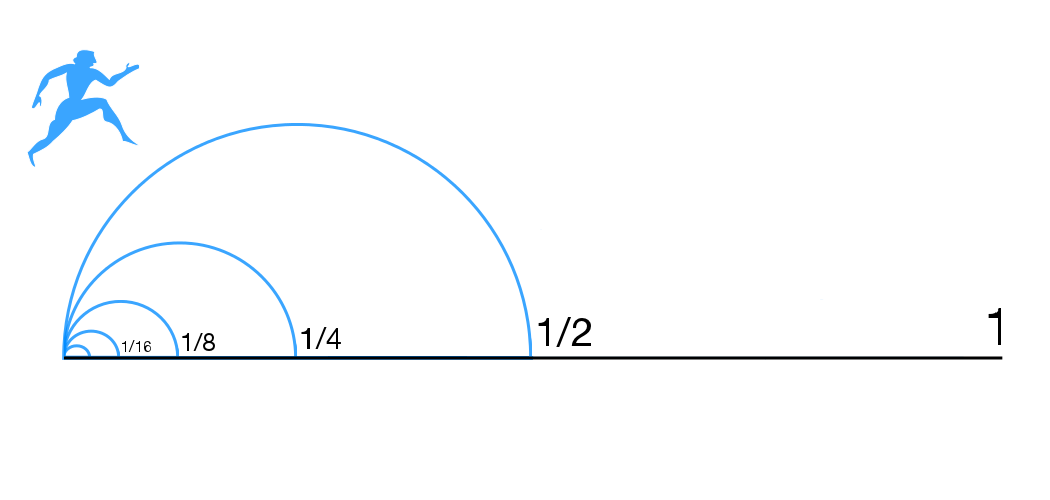
La dicotomia
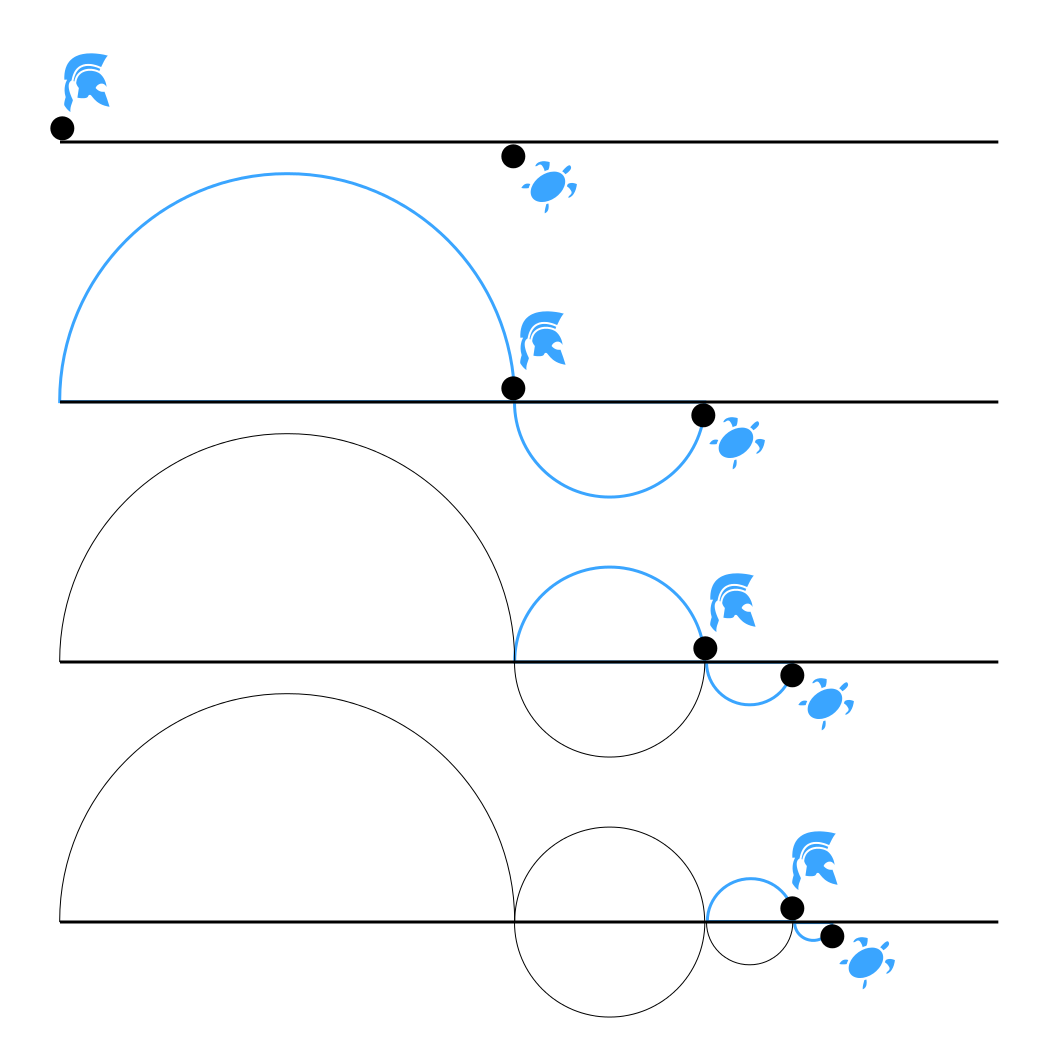
Aquil·les i la tortuga
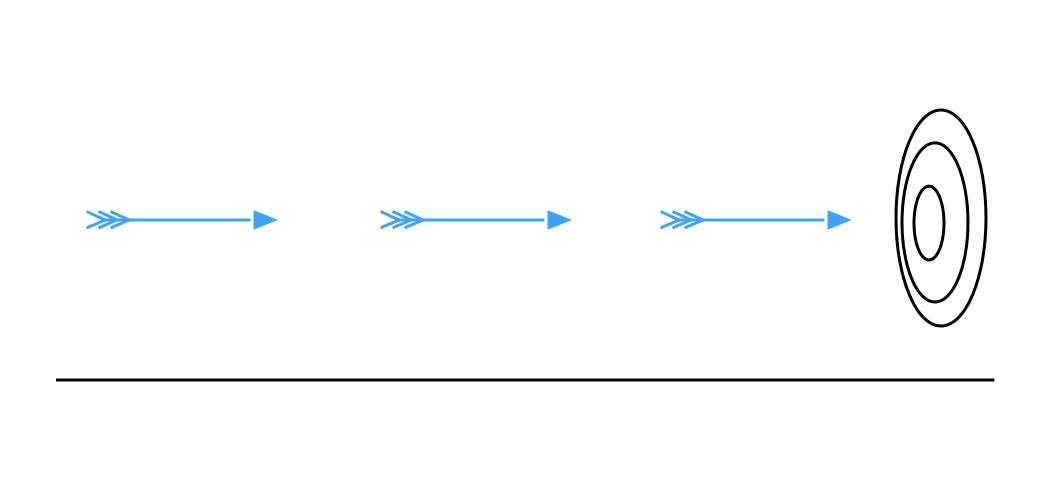
La fletxa voladora
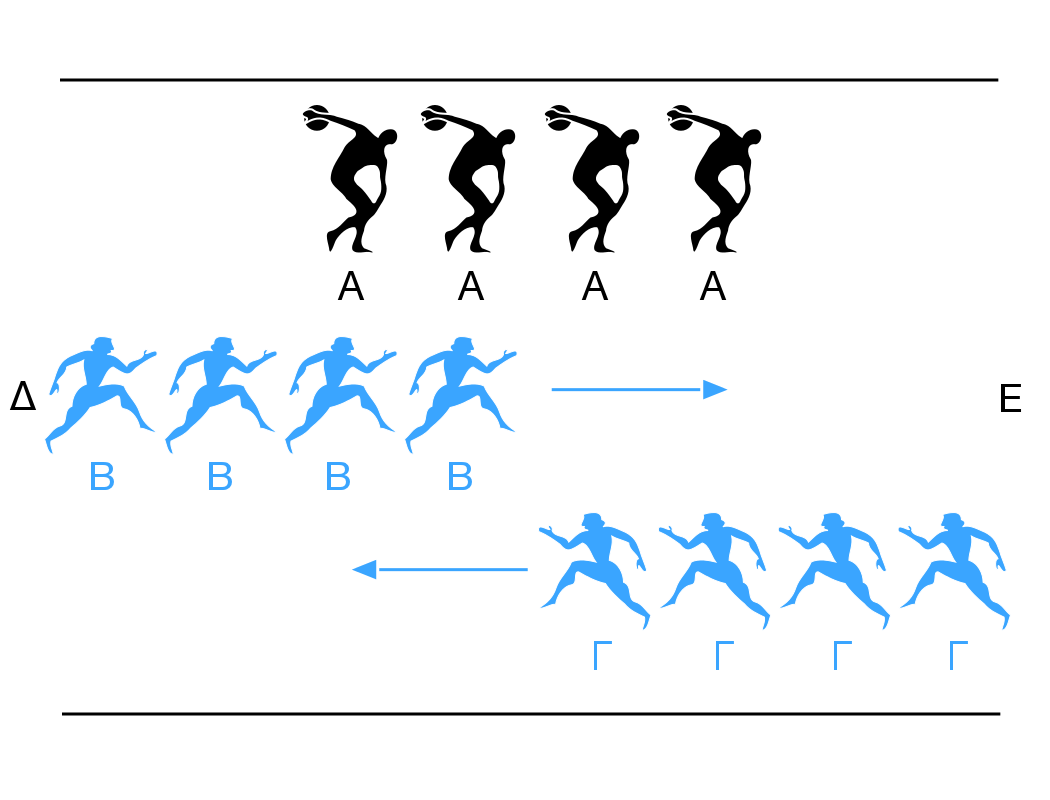
Les files en moviment